# 2014 UE241
2014 UE241 est un objet transneptunien du groupe des cubewanos.